# Alex James (musiker)
För den skotske fotbollsspelaren, se Alex James
Alex James, född 21 november 1968 i Boscombe utanför Bournemouth i Dorset, är en brittisk musiker och låtskrivare.
James är basist i britpopbandet Blur, samt efter musikkarriären även skribent och ostfabrikör.

## Biografi
Alex James gick i skola i Charminster. Han träffade Graham Coxon på Goldsmiths College vid University of London, där han studerade franska. Coxon presenterade James för Damon Albarn och Dave Rowntree, som då spelade i bandet Circus. James anslöt sig till de tre övriga 1989, och bandet fick namnet Seymour, vilket inom kort ändrades till Blur.
Blurs debutalbum, Leisure, släpptes 1991 och nådde sjundeplatsen på den brittiska albumlistan. Blurs största framgångar röntes i mitten av 1990-talet med de platina-säljande albumen Parklife, The Great Escape och Blur och hitsinglarna "Girls & Boys", "Country House", "The Universal", "Beetlebum" och "Song 2".
Till skillnad från Albarn och Coxon har James inte släppt något solomaterial, men han har skrivit låtar åt bland andra Marianne Faithfull och Sophie Ellis-Bextor. Han spelade bas på två låtar på den senares debutalbum, Read My Lips. James har även varit involverad i flera sidoprojekt som Fat Les, Me Me Me och WigWam. 2000 gjorde han även musiken till filmen Det finns bara en Jimmy Grimble.
Alex James gifte sig 2003 med filmproducenten Claire Neate, och drog sig kort därefter tillbaka till ett lantliv i Cotswolds, ett kuperat område i centrala England, där han bland annat tillverkar ost. James skriver även regelbundet för tidningarna The Independent och The Guardian.
I juni 2007 publicerade James sin självbiografi Bit of a Blur (på svenska Inget annat sätt: Blur, britpop och jag), i vilken han skildrar Blurs turnerande, den brittiska musikscenen och förhållandet till alkohol och andra droger. James beskriver sig själv bland annat som "den näst fullaste medlemmen i världens fullaste band".

## Diskografi

### Fat Les
- 1998 – "Vindaloo" (singel)
- 1998 – "Naughty Christmas (Goblin in the Office)" (singel)
- 2000 – "Jerusalem" (singel)
- 2002 – "Who Invented Fish & Chips?" (singel)

### Me Me Me
- 1996 – "Hanging Around" (singel)

### WigWam
- 2006 – "Wigwam"[5]

## Fotnoter
1. ↑  Polly Vernon (19 november 2006). ”How Alex James became a very big cheese in the country”. The Guardian. http://www.guardian.co.uk/music/2006/nov/19/popandrock.foodanddrink.
2. ↑  Jan Gradvall (13 augusti 2008). ”Basisten i Blur blev ostfabrikör”. Dagens Nyheter. http://www.dn.se/kultur-noje/musik/basisten-i-blur-blev-ostfabrikor. Läst 21 maj 2013.
3. ↑  Carl Reinholdtzon (23 augusti 2008). ”Alex James i Blur satsar på basmat”. Svenska Dagbladet. http://www.svd.se/kulturnoje/nyheter/artikel_1605071.svd.
4. ↑  James, Alex, Inget annat sätt: Blur, britpop och jag. Västerås: Ica Bokförlag 2008. ISBN 978-91-534-3130-5
5. ↑  "Wigwam" på Discogs